# Исаев, Василий Иванович
Василий Иванович Исаев (8 января 1944, Магнитогорск, РСФСР, СССР — 2 июня 1998, Екатеринбург, Россия) — советский и российский военачальник, генерал-лейтенант.
Первый заместитель командующего войсками Уральского военного округа (1992—1998); командующий 8-й гвардейской ордена Ленина армией (1992); командир 108-й мотострелковой Невельской дважды Краснознамённой дивизии (1984—1986).

## Биография
Родился 8 января 1944 года в городе Магнитогорске. с 1961 по 1965 год проходил учёбу в Дальневосточном высшем общевойсковом командном училище. После окончания училища — командир стрелкового взвода, командир роты, командир батальона. После окончания Военной академии имени М. В. Фрунзе — командир полка, заместитель командира дивизии.
С 1984 по 1986 год выполнял интернациональный долг в Республике Афганистан в должности командира 108-й мотострелковой Невельской дважды Краснознамённой дивизии (Баграм).
С 1986 по 1988 год — слушатель Академии Генерального штаба ВС СССР.
С 1988 по 1992 год — первый заместитель командующего танковой армией в Группе советских войск в Германии. В 1992 году — командующий 8-й гвардейской общевойсковой армией в Западной группе войск.
С 1992 по 1998 год — первый заместитель командующего войсками Уральского военного округа, начальник Екатеринбургского гарнизона.
Погиб в автомобильной аварии 2 июня 1998 года. Похоронен на Широкореченском кладбище города Екатеринбурга.

## Награды
- Орден Красного Знамени,
- Орден Красной Звезды,
- Орден Дружбы народов,
- Орден Красного Знамени Республики Афганистан,
- Орден Святого Даниила II степени,
- Медали СССР,
- Медали РФ.